# Kungsbyn
Kungsbyn är kyrkbyn i Kungsåra socken i Västerås kommun. Från 2015 till 2023 avgränsade SCB här en småort.
Kungsåra kyrka ligger här.